# گئورگ کرایزل
گِئورگ کرایزِل (به آلمانی: Georg Kreisel) (۲۰۱۵–۱۹۲۳) منطق‌دانی اتریشی-بریتانیایی بود. عمدهٔ شهرتِ او در منطق ریاضی بابت پژوهش‌هایش در نظریهٔ برهان است.
کرایزل مدتی در دانشگاه کیمبریج تحصیل و مدتی تحقیق می‌کرده است. لودویگ ویتگنشتاین در زمانی او را، از میان کسانی که شخصاً ملاقات کرده بوده است، تواناترین فیلسوفی معرفی کرده که ریاضی‌دان هم هست. کرایزل در دانشگاه استنفورد و مؤسسه مطالعات پیشرفته در پرینستون نیز اشتغال داشته است. او در ۱۹۶۶ به عضویت انجمن سلطنتی انتخاب شد.
کرایزل از دوستان نزدیک فرانسیس کریک بود. یکی از رمان‌های آیریس مرداک نیز به او تقدیم شده است.

## دربارهٔ کرایزل
- Kreiseliana: About and Around Georg Kreisel, ed. by Piergiorgio Odifreddi, Wellesley, 1996